# フリードリヒ1世 (オーストリア公)
フリードリヒ1世（Friedrich I., 1175年頃 - 1198年4月16日）は、バーベンベルク家のオーストリア公（在位：1194年 - 1198年）。レオポルト5世とハンガリー王ゲーザ2世の娘イロナの長男。レオポルト6世の兄。

## 生涯
1197年、神聖ローマ皇帝ハインリヒ6世に従って十字軍に参加。パレスチナから帰還途中の1198年に病死した。息子はなく、弟のレオポルト6世が後を継いだ。
遺体はハイリゲンクロイツ修道院の集会室に埋葬されている。